# Schawe Zion

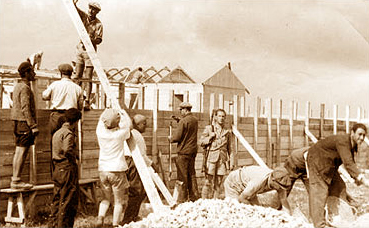
Bau der Palisade in Schawe Zion, 1938

Schawe Zion (hebräisch שָׁבֵי צִיּוֹן Schavej Zijjōn, deutsch ‚Rückkehrer nach Zion‘, ohne Vokalzeichen: שבי ציון, alternative Schreibweisen in lateinischer Schrift Shavey Zion, Shavei Tsion, Schawej Zion, Shavei Zion etc.) ist ein Dorf an der nördlichen Mittelmeerküste Israels, im Nordbezirk zwischen den Städten Naharija und Akko mit 1141 Einwohnern (Stand 2018).

## Geschichte
Der Moschaw wurde am 13. April 1938 in Palästina von aus dem schwäbischen Rexingen stammenden und teilweise in Tuttlingen lebenden Juden, die dem späteren Holocaust durch Auswanderung (Fünfte Alija) entkommen konnten, als Turm-und-Palisaden-Siedlung gegründet.
In Schawe Zion wurde 1942 die Schauspielerin und Sängerin Daliah Lavi geboren.
Der Dichter und Schriftsteller Leopold Marx aus Stuttgart-Bad Cannstatt lebte nach der Alija (Einwanderung) dort und schrieb zeitlebens auf Deutsch. In seinem Buch Mein Sohn Erich Jehoshua schildert er in vielen Passagen auch das Alltagsleben in diesem Kibbuz zwischen 1940 und 1948, dem Todesjahr seines Sohnes. Erich Jehoshua Marx kam während des Israelischen Unabhängigkeitskriegs am 14. Januar 1948 bei der ersten Schlacht um den Gusch Etzion bei Kfar Etzion ums Leben. Er wurde in Schawe Zion beigesetzt, wo später ein Kulturhaus nach ihm benannt wurde.
Auch Pinchas Erlanger lebte und wirkte seit seiner Alija zeitlebens in Schawe Zion.
Der nordbadische Regionalbischof Hermann Maas schildert die Lebensverhältnisse hier im Jahr 1953. 

Der ehemalige deutsche Bundespräsident Theodor Heuss hielt auf einer Privatreise am 12. Mai 1960 eine Rede über seinen Freund Otto Hirsch, der sich bei der Ausreise der Rexinger Juden verdient gemacht hatte. Die Dorfgemeinschaft hatte Hirsch und seiner Frau ein Denkmal gesetzt.

## Städtefreundschaft
- Stuttgart (Deutschland)